# 200 mètres masculin aux championnats du monde d'athlétisme 2017
Pour un article plus général, voir Championnats du monde d'athlétisme 2017.
Navigation
Pékin 2015 Doha 2019
L'épreuve du 200 mètres masculin des championnats du monde de 2017 se déroule du 7 au 10 août 2017 dans le Stade olympique de Londres, au Royaume-Uni. Elle est remportée par le Turc d'origine Azérie Ramil Guliyev.

## Critères de qualification
Pour se qualifier pour les championnats, il faut avoir réalisé 20 s 44 ou moins entre le 1er octobre 2016 et le 23 juillet 2017.

## Médaillés
| Or            | Argent            | Bronze          |
| Ramil Guliyev | Wayde van Niekerk | Jereem Richards |

## Résultats

### Finale
| Rang               | Athlète                  | Temps              | Réaction | Note |
| ------------------ | ------------------------ | ------------------ | -------- | ---- |
| Médaille d'or      | Ramil Guliyev            | 20 s 09            | 0 s 165  |      |
| Médaille d'argent  | Wayde van Niekerk        | 20 s 11 (20 s 106) | 0 s 156  |      |
| Médaille de bronze | Jereem Richards          | 20 s 11 (20 s 107) | 0 s 149  |      |
| 4                  | Nethaneel Mitchell-Blake | 20 s 24            | 0 s 147  |      |
| 5                  | Ameer Webb               | 20 s 26            | 0 s 148  |      |
| 6                  | Isaac Makwala            | 20 s 44            | 0 s 170  |      |
| 7                  | Abdul Hakim Sani Brown   | 20 s 63            | 0 s 162  |      |
| 8                  | Isiah Young              | 20 s 64            | 0 s 148  |      |

### Demi-finales
Les 2 premiers de chaque série (Q) et les 2 plus rapides (q) se qualifient pour la finale.
| Rang | Série | Ligne | Nom                         | Nationalité       | Temps              | Notes |
| ---- | ----- | ----- | --------------------------- | ----------------- | ------------------ | ----- |
| 1    | 1     | 7     | Isiah Young                 | États-Unis        | 20 s 12            | Q     |
| 2    | 2     | 5     | Jereem Richards             | Trinité-et-Tobago | 20 s 14 (20 s 138) | Q     |
| 3    | 1     | 1     | Isaac Makwala               | Botswana          | 20 s 14 (20 s 139) | Q     |
| 4    | 3     | 4     | Ramil Guliyev               | Turquie           | 20 s 17            | Q     |
| 5    | 1     | 5     | Nethaneel Mitchell-Blake    | Royaume-Uni       | 20 s 19            | q     |
| 6    | 3     | 5     | Ameer Webb                  | États-Unis        | 20 s 22            | Q     |
| 7    | 3     | 6     | Wayde van Niekerk           | Afrique du Sud    | 20 s 28            | q     |
| 8    | 3     | 8     | Christophe Lemaitre         | France            | 20 s 30            |       |
| 9    | 3     | 7     | Danny Talbot                | Royaume-Uni       | 20 s 38            |       |
| 10   | 2     | 9     | Abdul Hakim Sani Brown      | Japon             | 20 s 43            | Q     |
| 11   | 2     | 7     | Yohan Blake                 | Jamaïque          | 20 s 52            |       |
| 12   | 2     | 6     | Sydney Siame                | Zambie            | 20 s 54            |       |
| 13   | 1     | 2     | David Lima                  | Portugal          | 20 s 56            |       |
| 14   | 2     | 4     | Kyree King                  | États-Unis        | 20 s 59            |       |
| 15   | 2     | 8     | Ján Volko                   | Slovaquie         | 20 s 61            |       |
| 16   | 1     | 8     | Shota Iizuka                | Japon             | 20 s 62 (20 s 612) |       |
| 17   | 1     | 3     | Filippo Tortu               | Italie            | 20 s 62 (20 s 613) |       |
| 18   | 1     | 4     | Akani Simbine               | Afrique du Sud    | 20 s 62 (20 s 618) |       |
| 19   | 1     | 6     | Kyle Greaux                 | Trinité-et-Tobago | 20 s 65            |       |
| 20   | 1     | 9     | Rasheed Dwyer               | Jamaïque          | 20 s 69            |       |
| 21   | 3     | 9     | Likourgos-Stefanos Tsakonas | Grèce             | 20 s 73            |       |
| 22   | 3     | 2     | Winston George              | Guyana            | 20 s 74            |       |
| 23   | 3     | 3     | Wilfried Koffi Hua          | Côte d'Ivoire     | 20 s 80            |       |
| 24   | 2     | 3     | Zharnel Hughes              | Royaume-Uni       | 20 s 85            |       |
| 25   | 2     | 2     | Alex Wilson                 | Suisse            | 21 s 22            |       |

### Séries
Les 3 premiers (Q) et les 3 plus rapides (q) se qualifient pour les demi-finales. En raison de la quarantaine imposée à Isaac Makwala et qui lui avait fait manquer les séries initialement prévues, l'IAAF organise une série où il doit courir seul le 9 août 2017 à 18 h 40, heure locale. Pour se qualifier, il doit obtenir moins de 20 s 53, ce qu'il réussit facilement malgré une pluie battante : 20 s 20.
| Rang | Série | Ligne | Nom                         | Nationalité                      | Temps              | Notes |
| ---- | ----- | ----- | --------------------------- | -------------------------------- | ------------------ | ----- |
| 1    | 2     | 2     | Jereem Richards             | Trinité-et-Tobago                | 20 s 05            | Q     |
| 2    | 7     | 4     | Nethaneel Mitchell-Blake    | Royaume-Uni                      | 20 s 08            | Q     |
| 3    | 3     | 8     | Daniel Talbot               | Royaume-Uni                      | 20 s 16 (20 s 155) | Q, PB |
| 4    | 3     | 7     | Wayde van Niekerk           | Afrique du Sud                   | 20 s 16 (20 s 158) | Q     |
| 5    | 4     | 5     | Ramil Guliyev               | Turquie                          | 20 s 16 (20 s 159) | Q     |
| 6    | 6     | 8     | Isiah Young                 | États-Unis                       | 20 s 19            | Q     |
| 7    | 8     | 7     | Isaac Makwala               | Botswana                         | 20 s 20            | q     |
| 8    | 4     | 2     | Ameer Webb                  | États-Unis                       | 20 s 22            | Q     |
| 9    | 6     | 7     | Akani Simbine               | Afrique du Sud                   | 20 s 26            | Q     |
| 10   | 5     | 3     | Sydney Siame                | Zambie                           | 20 s 29            | Q, NR |
| 11   | 6     | 4     | Likourgos-Stefanos Tsakonas | Grèce                            | 20 s 37            | Q     |
| 12   | 1     | 6     | Yohan Blake                 | Jamaïque                         | 20 s 39            | Q     |
| 13   | 4     | 4     | Christophe Lemaitre         | France                           | 20 s 40            | Q     |
| 14   | 2     | 7     | Kyree King                  | États-Unis                       | 20 s 41            | Q     |
| 15   | 6     | 6     | Zharnel Hughes              | Royaume-Uni                      | 20 s 43            | q     |
| 16   | 5     | 6     | Kyle Greaux                 | Trinité-et-Tobago                | 20 s 48            | Q     |
| 17   | 2     | 8     | Rasheed Dwyer               | Jamaïque                         | 20 s 49 (20 s 488) | Q     |
| 18   | 4     | 7     | Wilfried Koffi Hua          | Côte d'Ivoire                    | 20 s 49 (20 s 489) | q     |
| 19   | 1     | 8     | Abdul Hakim Sani Brown      | Japon                            | 20 s 52 (20 s 511) | Q     |
| 20   | 3     | 5     | Ján Volko                   | Slovaquie                        | 20 s 52 (20 s 513) | Q     |
| 21   | 1     | 7     | Alex Wilson                 | Suisse                           | 20 s 54 (20 s 531) | Q     |
| 22   | 4     | 3     | David Lima                  | Portugal                         | 20 s 54 (20 s 538) | q     |
| 23   | 1     | 3     | Serhiy Smelyk               | Ukraine                          | 20 s 58 (20 s 576) |       |
| 24   | 7     | 3     | Shota Iizuka                | Japon                            | 20 s 58 (20 s 580) | Q     |
| 25   | 5     | 4     | Filippo Tortu               | Italie                           | 20 s 59            | Q     |
| 26   | 2     | 6     | Jonathan Quarcoo            | Norvège                          | 20 s 60 (20 s 593) |       |
| 27   | 5     | 8     | Warren Weir                 | Jamaïque                         | 20 s 60 (20 s 594) |       |
| 28   | 3     | 3     | Alonso Edward               | Panama                           | 20 s 61 (20 s 603) | SB    |
| 29   | 7     | 7     | Winston George              | Guyana                           | 20 s 61 (20 s 605) | Q     |
| 30   | 6     | 3     | Ahmed Ali                   | Soudan                           | 20 s 64            |       |
| 31   | 2     | 4     | Jeffrey John                | France                           | 20 s 66            |       |
| 32   | 3     | 4     | Sibusiso Matsenjwa          | Swaziland                        | 20 s 67            |       |
| 33   | 2     | 5     | Mark Odhiambo               | Kenya                            | 20 s 74            |       |
| 34   | 1     | 2     | Teray Smith                 | Bahreïn                          | 20 s 77            |       |
| 35   | 5     | 2     | Adama Jammeh                | Gambie                           | 20 s 79            |       |
| 36   | 5     | 5     | Jeremy Dodson               | Samoa                            | 20 s 81            |       |
| 37   | 3     | 2     | Aldemir da Silva Junior     | Brésil                           | 20 s 82            |       |
| 38   | 4     | 8     | Salem Eid Yaqoob            | Bahreïn                          | 20 s 84            |       |
| 39   | 1     | 5     | Bernardo Baloyes            | Colombie                         | 20 s 86            |       |
| 40   | 6     | 2     | Joseph Millar               | Nouvelle-Zélande                 | 20 s 97            |       |
| 41   | 3     | 6     | Burkheart Ellis, Jr.        | Barbade                          | 20 s 99            |       |
| 42   | 6     | 5     | Fabrice Dabla               | Togo                             | 21 s 40            |       |
| 43   | 1     | 4     | Mohamed al-Sadi             | Oman                             | 21 s 50            |       |
| 44   | 2     | 3     | Ifeanyi Otuonye             | Îles Turques-et-Caïques          | 21 s 91            |       |
| 45   | 7     | 2     | Muhd Noor Firdaus ar-Rasyid | Brunei                           | 22 s 36            |       |
| 46   | 4     | 6     | Kabongo Mulumba             | République démocratique du Congo | 23 s 57            | SB    |
| —    | 7     | 8     | Julius Morris               | Montserrat                       |                    | DNS   |
| —    | 4     | 9     | Paul Nalau                  | Vanuatu                          |                    | DQ    |
| —    | 7     | 5     | Aaron Brown                 | Canada                           |                    | DQ    |
| —    | 7     | 6     | Clarence Munyai             | Afrique du Sud                   |                    | DQ    |

## Légende
Records et Performances
- AR : Record continental (area record)
- CR : Record des championnats (championship record)
- MR : Record du meeting (meet record)
- NR : Record national (national record)
- OR : Record olympique (olympic record)
- PR : Record paralympique (paralympic record)
- PB : Record personnel (personal best)
- SB : Meilleure performance personnelle de la saison (season's best)
- WL : Meilleure performance mondiale de l'année (world leader)
- WJR : Record du monde junior (world junior record)
- WR : Record du monde (world record)

Circonstances et Conditions
- DNF : N'a pas terminé (did not finish)
- DNS : N'a pas pris le départ (did not start)
- DQ : Disqualification (disqualification)
- NM : Aucun essai valable enregistré (No Mark)
- Q : Qualifié « directement » au prochain tour (ou à la prochaine compétition), lors d'une compétition majeure, grâce au classement ou à la réalisation des minima (automatic qualifier)
- q : Qualifié au prochain tour (ou à la prochaine compétition), lors d'une compétition majeure, grâce au repêchage ou à la réalisation de l'une des meilleures performances parmi celles des « non qualifiés directement » (grâce au meilleur temps ou à la meilleure distance par exemple) (secondary qualifier)